# Masaniello furioso
Versions successives
Personnages
- Duca d'Arcos, vice-roi, amoureux de Mariane (basse ou alto)
- Don Velasco, général et père de Don Pedro (ténor)
- Don Antonio, marquis espagnol, amoureux de Mariane (baryton)
- Don Pedro, marquis espagnol, amoureux de Aloysia (ténor)
- Mariane, marquise, amoureuse de Don Antonio (soprano)
- Aloysia, épouse de Don Velasco (soprano)
- Masaniello, pêcheur et chef des rebelles (baryton)
- Perrone, général des bandits (basse)
- Bassian, vendeur de fruits (ténor)

Masaniello furioso est un opéra de Reinhard Keiser sur un livret de Barthold Feind.
Il s'inspire du révolutionnaire Masaniello en 1647 d'après la chronique écrite par Johann Georg Schleder dans Theatrum Europaeum.

## Argument

### Premier acte
La ville de Naples est occupée par les Espagnols et le vice-roi Arcos. Il jouit de la tranquillité dans un ermitage près de Pozuolo avec son entourage. Bassien apparaît et met en garde de retourner à Naples, car le peuple s'est rebellé à cause des prix élevés. Le pêcheur Masaniello s'est allié avec le chef des bandits Perrone pour libérer la ville de la domination des Espagnols.
Près du palais, Antonio et Mariane confessent leur amour.
Aloysia, son mari Velasco et Pedro s'assurent de leur amitié. Velasco la laisse faire face aux rebelles. Pedro est secrètement amoureux d'Aloysia.
Pedro, Arcos, Antonio et Mariane parlent de la force du soulèvement. Velasco rapporte les difficultés des soldats face à 40 000 émeutiers.
Masaniello vient avec un certain nombre d'insurgés. Il y a un différend entre les deux parties.
Antonio accuse Mariane d'infidélité avec Arcos. Elle nie, mais admet qu'Arcos lui a fait des avances.
Pedro dit au revoir à Aloysia et Velasco, sans mentionner la véritable raison de son amour non partagé pour Aloysia.

### Deuxième acte
Dans le port de Naples, Antonio chante l'amour et la jalousie. Bassian apparaît à la recherche de Masaniello.
Antonio est capturé par Perrone et Masaniello.
À la recherche d'Antonio, Mariane rencontre Arcos. Elle parle de son amour pour Antonio. Velasco et Aloysia viennent. Aloysia rapporte l'arrestation d'Antonio. Mariane est désespérée.
Masaniello incendie la tour de la citadelle.
Mariane, toujours à la recherche d'Antonio, rencontre un capitaine de la garde personnelle du vice-roi. Il lui donne une lettre dans laquelle Arcos veut la faire duchesse et son héritière.
Velasco reçoit une lettre de Pedro. Il demande à Aloysia de lui répondre et la persuade de revenir. Dans son exil à Aversa, Pedro se rappelle son amour pour Aloysia.
Sur la rive du golfe, Antonio et d'autres esclaves, sous la surveillance de Perrone, portent de l'eau dans une cuisine. Mariane trouve Antonio là-bas. Elle obtient sa libération à condition qu'il reste en gage, tandis qu'Antonio doit payer une rançon de 20 000 couronnes.

### Troisième acte
Les exécutions ont lieu sur la place du marché. Arcos apparaît avec sa garde, Velasco, Aloysia et Bassian. Masaniello se joint à ses partisans. Arcos s'échappe avec l'aide de sa garde. Masaniello et Perrone se tiennent maintenant devant certains tribunaux et reçoivent des condamnations à mort pour des infractions mineures.
Velasco invite Masaniello à négocier la paix et les prix à l'hôtel de ville.
Pedro reçoit la lettre d'Aloysia et revient, mais se cache pour le moment. Velasco accueille Antonio libéré. Maintenant, Pedro apparaît.
Sur la côte du golfe, Perrone rapporte à Mariane qu'Arcos a payé la rançon et l'a libéré. Mariane est déçue que la rançon ne soit pas d'Antonio.
Les négociations de paix se déroulent à l'hôtel de ville de Naples.
Dans un jardin au palais de Velasco, Antonio drague Aloysia. Elle le rejette avec indignation. Mariane est jalouse. Aloysia est confuse au sujet du comportement d'Antonio et s'endort. Pedro la regarde et essaie de l'embrasser. Quand elle se réveille, elle le confond brièvement avec Velasco et le prend dans ses bras. Velasco vient et attaque Pedro. Cependant, il peut lui prendre son épée.
Dans les négociations, Perrone se soumet à Arcos.
Antonio regrette son infidélité à Mariane. Cependant, elle ne veut pas lui pardonner. Antonio met son épée dans la poitrine, mais survit et s'évanouit. Mariane lui pardonne maintenant.
Masaniello est devenu fou et donne des ordres absurdes. Il est abattu par quatre personnes masquées et Perrone.
Aloysia et Pedro demandent pardon à Velasco. Velasco l'oblige à confesser son infidélité par écrit. Il veut se séparer d'Aloysia. Pedro explique qu'il avait embrassé Aloysia qu'il ne l'avait pas reconnu pendant son sommeil.Après l'intercession d'Arco, Velasco lui pardonne. Pedro décide de passer le reste de sa vie dans la solitude.